# Shanghai Masters
Lo Shanghai Masters, conosciuto come Rolex Shanghai Masters per ragioni di sponsorizzazione, è un torneo di tennis maschile che si è disputato per la prima volta nel 2009 a Shanghai sui campi in cemento della Qizhong Forest Sports City Arena. Fa parte del circuito ATP Tour Masters 1000 e viene di solito disputato nella seconda settimana di ottobre.
Nel 2009, dopo la prima edizione, gli è stato assegnato dai tennisti dell'ATP il premio come miglior torneo Masters 1000, premio confermato per gli anni successivi fino al 2013. Le edizioni del 2020, 2021 e 2022 non sono state disputate a causa della pandemia di COVID-19.

## Albo d'oro
Nel singolare, Novak Djokovic (vincitore nel 2012, 2013, 2015, 2018) detiene il record di titoli conseguiti (quattro), mentre Marcelo Melo (vincitore nel 2013, 2015, 2018) ha quello del maggior numero di titoli (tre) nel doppio.
Tra gli atleti italiani, i migliori risultati sono quelli di Jannik Sinner (vincitore del singolare nel 2024) e di Simone Bolelli e Fabio Fognini (finalisti nel doppio nel 2015).

### Singolare
| Anno       | Campione                              | Finalista                             | Punteggio                             |
| ---------- | ------------------------------------- | ------------------------------------- | ------------------------------------- |
| 2009       | Nikolaj Davydenko                     | Rafael Nadal                          | 7–6(3), 6–3                           |
| 2010       | Andy Murray (1)                       | Roger Federer                         | 6–3, 6–2                              |
| 2011       | Andy Murray (2)                       | David Ferrer                          | 7–5, 6–4                              |
| 2012       | Novak Đoković (1)                     | Andy Murray                           | 5–7, 7–6(11), 6–3                     |
| 2013       | Novak Đoković (2)                     | Juan Martín del Potro                 | 6–1, 3–6, 7–6(3)                      |
| 2014       | Roger Federer (1)                     | Gilles Simon                          | 7–6(6), 7–6(2)                        |
| 2015       | Novak Đoković (3)                     | Jo-Wilfried Tsonga                    | 6–2, 6–4                              |
| 2016       | Andy Murray (3)                       | Roberto Bautista Agut                 | 7–6(1), 6–1                           |
| 2017       | Roger Federer (2)                     | Rafael Nadal                          | 6–4, 6–3                              |
| 2018       | Novak Đoković (4)                     | Borna Ćorić                           | 6–4, 6–3                              |
| 2019       | Daniil Medvedev                       | Alexander Zverev                      | 6–4, 6–1                              |
| 2020- 2022 | Annullati per pandemia di Coronavirus | Annullati per pandemia di Coronavirus | Annullati per pandemia di Coronavirus |
| 2023       | Hubert Hurkacz                        | Andrej Rublëv                         | 6–3, 3–6, 7–6(8)                      |
| 2024       | Jannik Sinner                         | Novak Đoković                         | 7–6(4), 6–3                           |

### Doppio
| Anno       | Campioni                              | Finalisti                               | Punteggio                             |
| ---------- | ------------------------------------- | --------------------------------------- | ------------------------------------- |
| 2009       | Julien Benneteau Jo-Wilfried Tsonga   | Mariusz Fyrstenberg Marcin Matkowski    | 6–2, 6–4                              |
| 2010       | Jürgen Melzer Leander Paes (1)        | Mariusz Fyrstenberg Marcin Matkowski    | 7–5, 4–6, [10–5]                      |
| 2011       | Maks Mirny Daniel Nestor              | Michaël Llodra Nenad Zimonjić           | 3–6, 6–1, [12–10]                     |
| 2012       | Leander Paes (2) Radek Štěpánek       | Mahesh Bhupathi Rohan Bopanna           | 6(7)–7, 6–3, [10–5]                   |
| 2013       | Ivan Dodig Marcelo Melo (1)           | David Marrero Fernando Verdasco         | 7–6(2), 6(6)–7, [10–2]                |
| 2014       | Bob Bryan Mike Bryan                  | Julien Benneteau Édouard Roger-Vasselin | 6–3, 7–6(3)                           |
| 2015       | Raven Klaasen Marcelo Melo (2)        | Simone Bolelli Fabio Fognini            | 6–3, 6–3                              |
| 2016       | John Isner Jack Sock                  | Henri Kontinen John Peers               | 6–4, 6–4                              |
| 2017       | Henri Kontinen John Peers             | Łukasz Kubot Marcelo Melo               | 6–4, 6–2                              |
| 2018       | Łukasz Kubot Marcelo Melo (3)         | Jamie Murray Bruno Soares               | 6–4, 6–2                              |
| 2019       | Mate Pavić Bruno Soares               | Łukasz Kubot Marcelo Melo               | 6–4, 6–2                              |
| 2020- 2022 | Annullati per pandemia di Coronavirus | Annullati per pandemia di Coronavirus   | Annullati per pandemia di Coronavirus |
| 2023       | Marcel Granollers Horacio Zeballos    | Rohan Bopanna Matthew Ebden             | 5–7, 6–2, [10–7]                      |
| 2024       | Wesley Koolhof Nikola Mektić          | Máximo González Andrés Molteni          | 6–4, 6–4                              |